# Tamara Janova
Tamara Janova (Stalingrado, 1941) es una artista escultora lituana.

## Datos biográficos
Tamara Janova nació en la ciudad soviética de Stalingrado, durante la Segunda Guerra Mundial. Su más tierna infanciá transcurrió en la cruenta batalla de Stalingrado. Su padre, aviador, falleció durante la guerra.
Se graduó en la Academia de Bellas Artes de Vilna con un título en escultura, el año 1971.
Sus esculturas, realizadas en distintos materiales (piedra, madera, terracota), se encuentran expuestas en importantes museos de todo el mundo.